# چیلان سیمونز
چیلان سیمونز (انگلیسی: Chelan Simmons؛ زادهٔ ۲۹ اکتبر ۱۹۸۲) یک هنرپیشه، و مانکن (فرد) اهل کانادا است. وی از سال ۱۹۹۰ میلادی تاکنون مشغول فعالیت بوده‌است.
از فیلم‌ها یا برنامه‌های تلویزیونی که وی در آن نقش داشته است می‌توان به پرسی جکسون و المپ‌نشینان: دزد صاعقه، پیرانا سه‌بعدی‌دی، موفق باشی چاک، مقصد نهایی ۳، کولاک اشاره کرد.